# Малигност
Малигни, малигност или малигнитет, је израз који се употребљава за групе тумора који приликом ширења (инвазије) урастају у здраво ткиво и разарају га, а ширењем путем лимфе и крви стварају расад или метастазе у удаљеним органима.
Метастазе имају исте особине раста, ширења и разарања органа као и малигни примарни тумор који се путем крви шире тако да је обично исход по болесника фаталан. 

## Терминологија
По аналогији, израз „малигни”, „малигност” или „малигнитет”, употребљава се и за нека друга стања у медицини (која нису туморски процеси) а у којима је исход терапије неизвестан, односно има лошу прогнозу.
Тако се на пример израз малигни или малигнитет, поред за малигне (злоћудне) туморе, за које се користи и синоним канцер (рак) или малигну трансформацију користи и код не туморских болести нпр:
- Малигни асцитес
- Малигна хипертензија
- Малигни хипертермија
- Малигно запаљење спољашњег ува
- Малигна тродневна маларија (маларије изазвана Плазмдијумом Пласмодиум фалципарум)
- Неуролептични малигни синдром

## Епидемиологија
Малигност је стална глобална здравствени проблем  већ неколико деценија, што је резултирало значајним друштвеним и економским утицајима на појединце са малигнитетом и њихове породице.
Ризик од развоја малигнитета је био 20,2%.  У 2018. години код 18 милиона пацијената дијагностикован је малигни тумор, при чему су плућа, дојке и простата најчешћи облик. Поред тога, било је око 10 милиона смртних случајева од рака 2020. године и постоји општи тренд који је показао да се смртност од малигних болести повећала за 28% у последњих 15 година.
Рак плућа има највећу стопу морталитета у поређењу са другим облицима рака, а водећи узрок  је пушење дувана. Број пушача у Кини брзо расте, а дуван убија око 3.000 људи сваког дана.  Дијагноза рака плућа је најчешћа у старосној групи од 50 до 59 година.  Штавише, проузроковао је 1,8 милиона смртних случајева само у 2020. години.
Код старијих од 14 година или млађих, леукемија је најчешћи облик малигнитета мозга и нервног система. Ове особе чине приближно 1% стопе смртности од рака.  У старосној групи од 15 до 49 година најчешћи облик малигнитета је карцином дојке који следи рак јетре и плућа. Коначно, они старији од 60 година углавном развијају малигнитет плућа, дебелог црева, желуца и јетре.

## Клиничка слика
Када се формирају малигне ћелије, симптоми се обично не појављују све док не дође до значајног раста масе тумора. Када се знаци и симптоми појаве, они зависе од локализације, величине и врсте малигнитета. Обично је прилично уопштен и диференцијално дијагностички малигнитет може бити повезан са другим болестима и некада је малигнитет тешко дијагностиковати или погрешно дијагностиковати.
Знаци малигнитета укључују видљиве или мерљиве чиниоце као што су:
- губитак телесне тежине,
- грозница,
- необично крварење.[8]
- умор или промену у апетиту,[8]
- бол (главобоље или болови у костима),
- промене на кожи (нови младежи или кврге),
- кашаљ и необично искаљљавање крви,[9]

Такође постоје знаци и симптоми специфични за жене, укључујући бол у стомаку и надимање или промене у грудима (формирање квржице).
Знаци и симптоми специфични за мушкарце укључују бол или израслине у скротуму или отежано мокрење.